# Stictoptera ferrifera
Stictoptera ferrifera là một loài bướm đêm trong họ Noctuidae.